# Persone di nome Fabio
| Questa pagina contiene informazioni ricavate automaticamente dalle voci biografiche con l'ausilio del template Bio e di un bot. L'aggiornamento è periodico e automatico e ricostruisce completamente la pagina. Se manca una persona in questa lista, sei pregato di non aggiungerla, ma accertati piuttosto che la sua voce biografica contenga il template Bio e che i dati anagrafici siano correttamente compilati. Se il template Bio manca, inseriscilo tu stesso o, in alternativa, metti l'avviso {{tmp\|Bio}} che ne segnala la mancanza. Se i dati riportati sono sbagliati, correggi direttamente la voce biografica; le modifiche saranno visibili in questa lista entro pochi giorni. Per chiarimenti vedi il progetto antroponimi. La lista contiene solo le 542 persone che sono citate nell'enciclopedia e per le quali è stato implementato correttamente il template Bio. Pagina aggiornata al 6 ago 2025. |

Questa è una lista di persone presenti nell'enciclopedia che hanno il nome Fabio, suddivise per attività principale.

## Allenatori di calcio(25)
- Fabio Bazzani, allenatore di calcio e ex calciatore italiano (Bologna, n. 1976)
- Fabio Brini, allenatore di calcio e ex calciatore italiano (Porto Sant'Elpidio, n. 1957)
- Fabio Calcaterra, allenatore di calcio, dirigente sportivo e ex calciatore italiano (Magenta, n. 1965)
- Fabio Cannavaro, allenatore di calcio e ex calciatore italiano (Napoli, n. 1973)
- Fabio Caserta, allenatore di calcio e ex calciatore italiano (Melito di Porto Salvo, n. 1978)
- Fabio Catacchini, allenatore di calcio e ex calciatore italiano (Città di Castello, n. 1984)
- Fabio Celestini, allenatore di calcio e ex calciatore svizzero (Losanna, n. 1975)
- Fabio Cucchi, allenatore di calcio e ex calciatore italiano (Cesena, n. 1965)
- Fabio Del Bianco, allenatore di calcio e calciatore italiano (Gallarate, n. 1914 - Livorno, † 2003)
- Fabio Di Sole, allenatore di calcio e ex calciatore italiano (Catanzaro, n. 1974)
- Fabio Di Venanzio, allenatore di calcio e ex calciatore italiano (L'Aquila, n. 1974)
- Fabio Favi, allenatore di calcio e ex calciatore italiano (Chiaravalle, n. 1969)
- Fabio Gallo, allenatore di calcio e ex calciatore italiano (Bollate, n. 1970)
- Fabio Grosso, allenatore di calcio e ex calciatore italiano (Roma, n. 1977)
- Fabio Liverani, allenatore di calcio e ex calciatore italiano (Roma, n. 1976)
- Fabio Lopez, allenatore di calcio e ex calciatore italiano (Roma, n. 1973)
- Fabio Macellari, allenatore di calcio e ex calciatore italiano (Sesto San Giovanni, n. 1974)
- Fabio Marchioro, allenatore di calcio e ex calciatore italiano (Vicenza, n. 1968)
- Fabio Moro, allenatore di calcio e ex calciatore italiano (Bassano del Grappa, n. 1975)
- Fabio Pecchia, allenatore di calcio e ex calciatore italiano (Formia, n. 1973)
- Fabio Petruzzi, allenatore di calcio e ex calciatore italiano (Roma, n. 1970)
- Fabio Pisacane, allenatore di calcio e ex calciatore italiano (Napoli, n. 1986)
- Fabio Rossitto, allenatore di calcio e ex calciatore italiano (Aviano, n. 1971)
- Fabio Schiavi, allenatore di calcio e ex calciatore argentino (Lincoln, n. 1970)
- Fabio Viviani, allenatore di calcio e ex calciatore italiano (Lucca, n. 1966)

## Allenatori di hockey su ghiaccio(1)
- Fabio Armani, allenatore di hockey su ghiaccio, dirigente sportivo e ex hockeista su ghiaccio italiano (Pinzolo, n. 1974)

## Allenatori di pallacanestro(3)
- Fabio Corbani, allenatore di pallacanestro italiano (Milano, n. 1966)
- Fabio Di Bella, allenatore di pallacanestro e ex cestista italiano (Pavia, n. 1978)
- Fabio Fabiano, allenatore di pallacanestro italiano (Padova, n. 1930)

## Allenatori di pallavolo(1)
- Fabio Soli, allenatore di pallavolo e ex pallavolista italiano (Formigine, n. 1979)

## Ambientalisti(1)
- Fabio Ciconte, ambientalista e scrittore italiano (Lamezia Terme, n. 1978)

## Ammiragli(1)
- Fabio Bonvicini, ammiraglio italiano (Venezia, n. 1660 - † 1715)

## Arbitri di calcio(3)
- Fabio Baldas, ex arbitro di calcio italiano (Trieste, n. 1949)
- Fabio Maresca, arbitro di calcio italiano (Napoli, n. 1981)
- Fabio Monti, arbitro di calcio italiano (Senigallia, n. 1928 - Ancona, † 1997)

## Arbitri di calcio a 5(1)
- Fabio Gelonese, ex arbitro di calcio a 5 italiano (Reggio Calabria, n. 1975)

## Arbitri di pallacanestro(1)
- Fabio Facchini, arbitro di pallacanestro italiano (Lugo, n. 1961)

## Archeologi(1)
- Fabio Maniscalco, archeologo italiano (Napoli, n. 1965 - Napoli, † 2008)

## Architetti(4)
- Fabio Fornasari, architetto e museologo italiano (Bologna, n. 1964)
- Fabio Mangone, architetto italiano (Milano, n. 1587 - Milano, † 1629)
- Fabio Novembre, architetto e designer italiano (Lecce, n. 1966)
- Fabio Reinhart, architetto svizzero (Bellinzona, n. 1942)

## Arcivescovi cattolici(4)
- Fabio Bernardo D'Onorio, arcivescovo cattolico italiano (Veroli, n. 1940)
- Fabio Dal Cin, arcivescovo cattolico italiano (Vittorio Veneto, n. 1965)
- Fabio Fabene, arcivescovo cattolico italiano (Roma, n. 1959)
- Fabio di Colloredo, arcivescovo cattolico italiano (Colloredo di Monte Albano, n. 1672 - Lucca, † 1742)

## Artisti(6)
- Fabio Cirifino, artista, fotografo e direttore della fotografia italiano (Milano, n. 1949)
- Fabio Cobelli, artista, compositore e musicista italiano (Vigasio, n. 1962)
- Fabio De Poli, artista italiano (Genova, n. 1947)
- Fabio Massimo Iaquone, artista italiano (Atina, n. 1962)
- Fabio Mauri, artista, scrittore e drammaturgo italiano (Roma, n. 1926 - Roma, † 2009)
- Fabio McNamara, artista, attore e musicista spagnolo (Madrid, n. 1957)

## Artisti marziali(1)
- Fabio Carone, artista marziale italiano (Taranto, n. 1974)

## Astisti(1)
- Fabio Pizzolato, ex astista italiano (Varese, n. 1975)

## Astronomi(1)
- Fabio Dolfi, astronomo italiano (n. 1966)

## Atleti paralimpici(1)
- Fabio Bottazzini, atleta paralimpico italiano (n. 2004)

## Attori(21)
- Fabio Balsamo, attore, comico e conduttore televisivo italiano (Napoli, n. 1989)
- Fabio Bussotti, attore e scrittore italiano (Trevi, n. 1963)
- Fabio Camilli, attore italiano (Roma, n. 1962)
- Fabio Canino, attore, personaggio televisivo e conduttore radiofonico italiano (Firenze, n. 1963)
- Fabio De Luigi, attore, comico e imitatore italiano (Santarcangelo di Romagna, n. 1967)
- Fabio Di Tomaso, attore canadese (Québec, n. 1977)
- Fabio Farronato, attore e regista teatrale italiano (Torino, n. 1960)
- Fabio Ferrari, attore italiano (Roma, n. 1959)
- Fabio Ferri, attore, ballerino e personaggio televisivo italiano (Bari, n. 1970)
- Fabio Fulco, attore e ex modello italiano (Napoli, n. 1970)
- Fabio Garriba, attore italiano (Soave, n. 1944 - Verona, † 2016)
- Fabio Ghidoni, attore italiano (Vercelli, n. 1982)
- Fabio Grossi, attore, regista e drammaturgo italiano (Roma, n. 1958)
- Fabio Mazzari, attore, doppiatore e regista italiano (Bologna, n. 1945)
- Fabio Morici, attore e sceneggiatore italiano (Roma, n. 1978)
- Fabio Sartor, attore italiano (Castelfranco Veneto, n. 1954 - Castelfranco Veneto, † 2024)
- Fabio Testi, attore italiano (Peschiera del Garda, n. 1941)
- Fabio Traversa, attore italiano (Napoli, n. 1952)
- Fabio Troiano, attore e sceneggiatore italiano (Carmagnola, n. 1974)
- Fabio Vagnarelli, attore, cantante e musicista italiano (Gubbio, n. 1982)
- Fabio Zenoni, attore belga (Lovanio, n. 1970)

## Attori teatrali(1)
- Fabio Poggiali, attore teatrale, drammaturgo e regista teatrale italiano (Roma, n. 1966 - Roma, † 2016)

## Avvocati(2)
- Fabio Gaggini, avvocato e dirigente sportivo svizzero (n. 1956)
- Fabio Pinelli, avvocato italiano (Lucca, n. 1966)

## Banchieri(1)
- Fabio Salviato, banchiere italiano (Padova, n. 1958)

## Bassisti(2)
- Fabio Meridiani, bassista italiano (Ascoli Piceno, n. 1967)
- Fabio Pignatelli, bassista, compositore e arrangiatore italiano (Roma, n. 1953)

## Biologi(1)
- Fabio Cianferoni, biologo, zoologo e entomologo italiano (Firenze, n. 1981)

## Bobbisti(2)
- Fabio Badraun, bobbista svizzero (n. 1987)
- Fabio Da Col, ex bobbista italiano (Pieve di Cadore, n. 1952)

## Canottieri(1)
- Fabio Infimo, canottiere italiano (Napoli, n. 1988)

## Cantanti(6)
- Fabio Curto, cantante italiano (Acri, n. 1987)
- Fabio, cantante italiano (Bari, n. 1947)
- Fabio Lione, cantante italiano (Pisa, n. 1973)
- Mo-Do, cantante e modello italiano (Monfalcone, n. 1966 - Udine, † 2013)
- Ryan Paris, cantante italiano (Roma, n. 1953)
- Fabio Treves, cantante e armonicista italiano (Milano, n. 1949)

## Cantautori(7)
- Fabio KoRyu Calabrò, cantautore italiano (Bologna, n. 1960)
- Fabio Caucino, cantautore e compositore italiano (Torino, n. 1972)
- Fabio Cinti, cantautore italiano (Ceprano, n. 1977)
- Fabio Concato, cantautore italiano (Milano, n. 1953)
- Fabio De Vincente, cantautore e musicista italiano (Torino, n. 1983)
- Fabio Ilacqua, cantautore, paroliere e compositore italiano (Varese, n. 1975)
- Fabio Rovazzi, cantautore, youtuber e personaggio televisivo italiano (Milano, n. 1994)

## Cantori(1)
- Fabio Costantini, cantore e compositore italiano (Staffolo - Tivoli, † 1644)

## Cardinali(4)
- Fabio degli Abati Olivieri, cardinale italiano (Pesaro, n. 1658 - Roma, † 1738)
- Fabio Maria Asquini, cardinale e patriarca cattolico italiano (Fagagna, n. 1802 - Roma, † 1878)
- Fabio Baggio, cardinale e arcivescovo cattolico italiano (Bassano del Grappa, n. 1965)
- Fabio Mignanelli, cardinale e vescovo cattolico italiano (Siena, n. 1496 - Roma, † 1557)

## Cavalieri(1)
- Fabio Crotta, cavaliere svizzero (Giubiasco, n. 1979)

## Cestisti(15)
- Fabio Bortolini, ex cestista italiano (Mestre, n. 1962)
- Fabio Colombo, ex cestista e allenatore di pallacanestro italiano (Cassano Magnago, n. 1960)
- Fabio Fossati, ex cestista e allenatore di pallacanestro italiano (Monza, n. 1951)
- Fabio Giustarini, ex cestista italiano (Siena, n. 1951)
- Fabio Lovatti, ex cestista italiano (Fermo, n. 1989)
- Fabio Mian, cestista italiano (Gorizia, n. 1992)
- Fabio Milani, ex cestista italiano (Treviso, n. 1962)
- Fabio Morrone, ex cestista italiano (Brindisi, n. 1969)
- Fabio Presca, cestista e dirigente sportivo italiano (Trieste, n. 1930 - Selvazzano Dentro, † 2008)
- Fabio Ruini, ex cestista italiano (Reggio Emilia, n. 1980)
- Fabio Ruiz, cestista cubano (L'Avana, n. 1927)
- Fabio Santana, cestista spagnolo (Las Palmas de Gran Canaria, n. 1992)
- Fabio Spagnoli, ex cestista italiano (Milano, n. 1970)
- Fabio Valentini, cestista italiano (Casale Monferrato, n. 1999)
- Fabio Zanelli, ex cestista italiano (Cesena, n. 1976)

## Chitarristi(4)
- Fabio Massimo Colasanti, chitarrista, produttore discografico e compositore italiano (Roma, n. 1966)
- Fabio Fabbri, chitarrista, compositore e arrangiatore italiano (Firenze, n. 1955)
- Fabio Merigo, chitarrista italiano
- Dandy Bestia, chitarrista italiano (Bologna, n. 1952 - Bentivoglio, † 2025)

## Ciclisti su strada(17)
- Fabio Aru, ex ciclista su strada italiano (San Gavino Monreale, n. 1990)
- Fabio Battesini, ciclista su strada e pistard italiano (Cappelletta, n. 1912 - Roma, † 1987)
- Fabio Casartelli, ciclista su strada italiano (Como, n. 1970 - Tarbes, † 1995)
- Fabio Chinello, ex ciclista su strada italiano (Padova, n. 1989)
- Fabio Christen, ciclista su strada e pistard svizzero (Leuggern, n. 2002)
- Fabio Duarte, ciclista su strada colombiano (Facatativá, n. 1986)
- Fabio Felline, ex ciclista su strada italiano (Torino, n. 1990)
- Fabio Jakobsen, ciclista su strada olandese (Heukelum, n. 1996)
- Fabio Malberti, ex ciclista su strada italiano (Desio, n. 1976)
- Fabio Mazzucco, ciclista su strada italiano (Este, n. 1999)
- Fabio Parra, ex ciclista su strada colombiano (Sogamoso, n. 1959)
- Fabio Piscopiello, ex ciclista su strada italiano (Gagliano del Capo, n. 1985)
- Fabio Roscioli, ex ciclista su strada italiano (Grottammare, n. 1965)
- Fabio Sabatini, ex ciclista su strada italiano (Pescia, n. 1985)
- Fabio Sacchi, ex ciclista su strada italiano (Milano, n. 1974)
- Fabio Taborre, ciclista su strada italiano (Pescara, n. 1985 - Cappelle sul Tavo, † 2021)
- Fabio Van Den Bossche, ciclista su strada e pistard belga (Gand, n. 2000)

## Combinatisti nordici(2)
- Fabio Morandini, ex combinatista nordico italiano (Predazzo, n. 1945)
- Fabio Obermeyr, combinatista nordico austriaco (n. 2000)

## Comici(1)
- Fabio Brescia, comico, attore e conduttore radiofonico italiano (Napoli, n. 1967)

## Compositori(8)
- Fabio Campana, compositore e direttore d'orchestra italiano (Livorno, n. 1819 - Londra, † 1882)
- Fabio Massimo Cantini, compositore e musicista italiano (Roma, n. 1942)
- Fabio Cifariello Ciardi, compositore italiano (Roma, n. 1960)
- Fabio Frizzi, compositore e musicista italiano (Bologna, n. 1951)
- Fabio Furia, compositore, arrangiatore e musicista italiano (Milano, n. 1971)
- Fabio Mengozzi, compositore e pianista italiano (Asti, n. 1980)
- Fabio Nieder, compositore, pianista e direttore d'orchestra italiano (Trieste, n. 1957)
- Fabio Vacchi, compositore italiano (Bologna, n. 1949)

## Condottieri(1)
- Fabio Orsini, condottiero italiano (Roma, n. 1476 - Garigliano, † 1503)

## Conduttori televisivi(2)
- Fabio Esposito, conduttore televisivo italiano (La Spezia, n. 1983)
- Fabio Fazio, conduttore televisivo, autore televisivo e produttore televisivo italiano (Savona, n. 1964)

## Criminali(1)
- Fabio Ochoa Vásquez, criminale colombiano (Medellín, n. 1957)

## Critici letterari(1)
- Fabio Vittorini, critico letterario italiano (Ancona, n. 1971)

## Diplomatici(2)
- Fabio Albertini, diplomatico e patriota italiano (Napoli, n. 1775 - Napoli, † 1848)
- Fabio Pallavicini, diplomatico e politico italiano (Genova, n. 1795 - † 1872)

## Direttori d'orchestra(1)
- Fabio Luisi, direttore d'orchestra italiano (Genova, n. 1959)

## Direttori della fotografia(3)
- Fabio Cianchetti, direttore della fotografia italiano (Bergamo, n. 1952)
- Fabio Olmi, direttore della fotografia italiano (Milano, n. 1963)
- Fabio Zamarion, direttore della fotografia italiano (Roma, n. 1961)

## Direttori di coro(1)
- Fabio Lombardo, direttore di coro e compositore italiano (Trapani, n. 1956)

## Dirigenti d'azienda(2)
- Fabio Cerchiai, dirigente d'azienda e manager italiano (Firenze, n. 1944)
- Fabio Padoa-Schioppa, dirigente d'azienda italiano (Napoli, n. 1911 - Milano, † 2012)

## Dirigenti sportivi(13)
- Fabio Artico, dirigente sportivo e ex calciatore italiano (Venaria Reale, n. 1973)
- Fabio Baldato, dirigente sportivo, ex ciclista su strada e pistard italiano (Lonigo, n. 1968)
- Fabio Baraldi, dirigente sportivo e pallanuotista italiano (Carpi, n. 1990)
- Fabio Bordonali, dirigente sportivo e ex ciclista su strada italiano (Brescia, n. 1963)
- Fabio Firmani, dirigente sportivo e ex calciatore italiano (Roma, n. 1978)
- Fabio Gatti, dirigente sportivo e ex calciatore italiano (Perugia, n. 1982)
- Fabio Lupo, dirigente sportivo e ex calciatore italiano (Pescara, n. 1964)
- Fabio Morena, dirigente sportivo, allenatore di calcio e ex calciatore tedesco (Musberg, n. 1980)
- Fabio Nigro, dirigente sportivo e ex calciatore argentino (Junín, n. 1965)
- Fabio Paratici, dirigente sportivo e ex calciatore italiano (Borgonovo Val Tidone, n. 1972)
- Fabio Poli, dirigente sportivo, allenatore di calcio e ex calciatore italiano (San Benedetto Val di Sambro, n. 1962)
- Fabio Roselli, dirigente sportivo e ex calciatore italiano (Acri, n. 1983)
- Fabio Vignaroli, dirigente sportivo e ex calciatore italiano (Finale Ligure, n. 1976)

## Disc jockey(2)
- Fabio Alisei, disc jockey e conduttore radiofonico italiano (Genova, n. 1975)
- Mr. Ketra, disc jockey e produttore discografico italiano (Vasto, n. 1986)

## Disegnatori(1)
- Fabio Vettori, disegnatore italiano (Trento, n. 1957)

## Doppiatori(2)
- Fabio Boccanera, doppiatore italiano (Roma, n. 1964)
- Fabio Gervasi, doppiatore e attore teatrale italiano (Roma, n. 1970)

## Economisti(4)
- Fabio Besta, economista italiano (Teglio, n. 1845 - Tresivio, † 1922)
- Fabio Fortuna, economista italiano (Roma, n. 1960)
- Fabio Gobbo, economista e politico italiano (Venezia, n. 1947 - Roma, † 2008)
- Fabio Panetta, economista e banchiere italiano (Roma, n. 1959)

## Editori(2)
- Fabio Luca Cavazza, editore italiano (Bologna, n. 1927 - Milano, † 1996)
- Fabio Croce, editore, scrittore e politico italiano (Roma, n. 1960)

## Educatori(1)
- Fabio Masala, educatore, critico cinematografico e giornalista italiano (Sassari, n. 1940 - Cagliari, † 1994)

## Etnomusicologi(1)
- Fabio Lombardi, etnomusicologo italiano (Meldola, n. 1961)

## Fisarmonicisti(1)
- Fabio Rossato, fisarmonicista e compositore italiano (Monselice, n. 1970 - Monselice, † 2018)

## Fisici(3)
- Fabio Beltram, fisico italiano (Gorizia, n. 1959)
- Fabio Ferrari, fisico italiano (Trieste, n. 1926 - Trento, † 2007)
- Fabio Pistella, fisico italiano (Brescia, n. 1944)

## Fondisti(3)
- Fabio Maj, ex fondista italiano (Schilpario, n. 1970)
- Fabio Pasini, ex fondista italiano (Gazzaniga, n. 1980)
- Fabio Santus, ex fondista italiano (Clusone, n. 1976)

## Fotografi(3)
- Fabio Bucciarelli, fotografo e scrittore italiano (Torino, n. 1980)
- Fabio Lovino, fotografo italiano (Roma, n. 1963)
- Fabio Polenghi, fotografo italiano (Monza, n. 1962 - Bangkok, † 2010)

## Fumettisti(7)
- Fabio Bono, fumettista italiano (Sanremo, n. 1971)
- Fabio Celoni, fumettista italiano (Sesto San Giovanni, n. 1971)
- Fabio Civitelli, fumettista e illustratore italiano (Lucignano, n. 1955)
- Fabio Coala, fumettista brasiliano (n. 1978)
- Fabio D'Auria, fumettista italiano (Castellammare di Stabia, n. 1978)
- Fabio Jacomelli, fumettista italiano (Milano, n. 1966)
- Fabio Valdambrini, fumettista italiano (Arezzo, n. 1964)

## Generali(2)
- Fabio Pennacchi, generale e medico italiano (Assisi, n. 1903 - Perugia, † 1988)
- Fabio Valente, generale romano (Anagni, n. 35 - Urbino, † 69)

## Giavellottisti(1)
- Fabio De Gaspari, ex giavellottista italiano (Padova, n. 1966)

## Giocatori di biliardo(1)
- Fabio Cavazzana, giocatore di biliardo italiano (Torino, n. 1967)

## Giocatori di calcio a 5(2)
- Fabio Alcaraz, ex giocatore di calcio a 5 paraguaiano (Pedro Juan Caballero, n. 1982)
- Fabio Giménez, ex giocatore di calcio a 5 argentino (n. 1967)

## Giocatori di curling(4)
- Fabio Alverà, giocatore di curling italiano (Cortina d'Ampezzo, n. 1959)
- Fabio Bovolenta, ex giocatore di curling italiano (Trento, n. 1956)
- Fabio Mitterhofer, ex giocatore di curling italiano (Roma, n. 1962)
- Fabio Sola, giocatore di curling italiano (Pinerolo, n. 1991)

## Giocatori di football americano(3)
- Fabio Gentile, ex giocatore di football americano e dirigente sportivo italiano (Milano, n. 1974)
- Fabio Rothmund, ex giocatore di football americano svizzero (n. 1999)
- Fabio Stukator, giocatore di football americano svizzero (n. 2004)

## Giornalisti(23)
- Fabio Amodeo, giornalista, scrittore e storico italiano (Trieste, n. 1945 - Udine, † 2016)
- Fabio Andriola, giornalista, saggista e autore televisivo italiano (Brescia, n. 1963)
- Fabio Barbieri, giornalista e scrittore italiano (Nago-Torbole, n. 1947 - Padova, † 2005)
- Fabio Calenda, giornalista e scrittore italiano (Parigi, n. 1955)
- Fabio Cappelli, giornalista italiano (Roma, n. 1964)
- Fabio Caressa, giornalista, telecronista sportivo e conduttore televisivo italiano (Roma, n. 1967)
- Fabio Colagrande, giornalista, scrittore e conduttore radiofonico italiano (Roma, n. 1965)
- Fabio Maria Crivelli, giornalista e scrittore italiano (Capodistria, n. 1921 - Cagliari, † 2009)
- Fabio De Pasquale, giornalista italiano (Palermo, n. 1969)
- Fabio Evangelisti, giornalista, scrittore e politico italiano (Massa, n. 1954)
- Fabio Giovannini, giornalista, scrittore e saggista italiano (Genova, n. 1958)
- Fabio Guadagnini, giornalista, manager e conduttore televisivo italiano (Agordo, n. 1964)
- Fabio Isman, giornalista italiano (Monza, n. 1945)
- Fabio Marchese Ragona, giornalista italiano (Milano, n. 1982)
- Fabio Martini, giornalista e saggista italiano (Roma, n. 1956)
- Fabio Metitieri, giornalista e saggista italiano (Torino, n. 1958 - Milano, † 2009)
- Fabio Raffaelli, giornalista, scrittore e editore italiano (Roma, n. 1953 - Bologna, † 2017)
- Fabio Ravezzani, giornalista e conduttore televisivo italiano (Milano, n. 1960)
- Fabio Rinaudo, giornalista, critico cinematografico e sceneggiatore italiano (Palermo, n. 1930 - Roma, † 1997)
- Fabio Scuto, giornalista italiano (Roma, n. 1957)
- Fabio Tamburini, giornalista, saggista e economista italiano (Milano, n. 1954)
- Fabio Tricoli, giornalista italiano (Palermo, n. 1967)
- Fabio Zavattaro, giornalista italiano (Roma, n. 1952)

## Giuristi(4)
- Fabio Albergati, giurista italiano (Bologna, n. 1538 - Bologna, † 1606)
- Fabio Luzzatto, giurista italiano (Udine, n. 1870 - Milano, † 1954)
- Fabio Ottinelli, giurista e poeta italiano (Napoli)
- Fabio Alberto Roversi Monaco, giurista italiano (Addis Abeba, n. 1938)

## Hockeisti su ghiaccio(4)
- Fabio De Bernardin, ex hockeista su ghiaccio italiano (Cortina d'Ampezzo, n. 1964)
- Fabio Hofer, hockeista su ghiaccio austriaco (Lustenau, n. 1991)
- Fabio Sguazzero, ex hockeista su ghiaccio italiano (Como, n. 1973)
- Fabio Testa, ex hockeista su ghiaccio italiano (Rovigo, n. 1988)

## Hockeisti su pista(1)
- Fabio Rizzitelli, ex hockeista su pista e dirigente sportivo italiano (Sandrigo, n. 1957)

## Imprenditori(10)
- Fabio Buzzi, imprenditore, ingegnere e pilota motonautico italiano (Lecco, n. 1943 - Venezia, † 2019)
- Fabio Massimo Cacciatori, imprenditore e produttore cinematografico italiano (Asti, n. 1961)
- Fabio Di Celmo, imprenditore italiano (Genova, n. 1965 - L'Avana, † 1997)
- Fabio Friggeri, imprenditore italiano (Roma, n. 1884 - † 1951)
- Fabio Guidi, imprenditore e politico italiano (Pisa, n. 1863 - Volterra, † 1944)
- Fabio Padovan, imprenditore e politico italiano (Conegliano, n. 1955)
- Fabio Perini, imprenditore e inventore italiano (Vorno, n. 1940)
- Fabio Rossello, imprenditore italiano (Alessandria, n. 1961)
- Fabio Storchi, imprenditore italiano (Campagnola Emilia, n. 1948)
- Fabio Zaffagnini, imprenditore italiano (Faenza, n. 1976)

## Ingegneri(3)
- Fabio Allegreni, ingegnere e politico italiano (Martinengo, n. 1892 - † 1979)
- Fabio Majorana, ingegnere italiano (Catania, n. 1875 - Roma, † 1934)
- Fabio Taglioni, ingegnere italiano (Santa Maria in Fabriago, n. 1920 - Bologna, † 2001)

## Judoka(1)
- Fabio Basile, judoka italiano (Rivoli, n. 1994)

## Latinisti(1)
- Fabio Gasti, latinista italiano (Alessandria, n. 1962)

## Lottatori(2)
- Fabio Parisi, lottatore italiano (Bari, n. 1992)
- Fabio Valguarnera, ex lottatore italiano (Palermo, n. 1967)

## Magistrati(1)
- Fabio Mattei, magistrato, giurista e funzionario italiano (Roma, n. 1968)

## Maratoneti(1)
- Fabio Ciaponi, ex maratoneta e fondista di corsa in montagna italiano (n. 1959)

## Matematici(1)
- Fabio Conforto, matematico italiano (Trieste, n. 1909 - Roma, † 1954)

## Medici(1)
- Fabio Ciciliano, medico, dirigente pubblico e poliziotto italiano (Napoli, n. 1972)

## Mezzofondisti(2)
- Fabio Mascheroni, ex mezzofondista italiano (Busto Arsizio, n. 1977)
- Fabio Rinaldi, mezzofondista e maratoneta italiano (n. 1973)

## Militari(3)
- Fabio D'Alessio, militare italiano
- Fabio Mini, militare e saggista italiano (Manfredonia, n. 1942)
- Fabio Massimo Scala, militare italiano (Torino, n. 1876 - Roma, † 1955)

## Modelli(2)
- Fabio Lanzoni, modello, attore e personaggio televisivo italiano (Milano, n. 1959)
- Fabio Mancini, modello italiano (Bad Homburg vor der Höhe, n. 1987)

## Montatori(1)
- Fabio Nunziata, montatore e regista italiano (Cosenza, n. 1965)

## Musicisti(6)
- Fabio Barovero, musicista e compositore italiano (Torino, n. 1966)
- Fabio Ferraboschi, musicista e produttore discografico italiano (Reggio Emilia, n. 1969)
- Fabio Liberatori, musicista e compositore italiano (Roma, n. 1960)
- Fabio Orsi, musicista, compositore e fotografo italiano (Napoli, n. 1979)
- Fabio Scipioni, musicista, compositore e paroliere italiano (Terni, n. 1963)
- Miss Xox, musicista, cantante e produttore discografico italiano (Bologna, n. 1957)

## Naturalisti(1)
- Fabio Colonna, naturalista e botanico italiano (Napoli, n. 1567 - Napoli, † 1640)

## Nobili(2)
- Fabio Chigi Saracini, nobile italiano (Siena, n. 1849 - Castelnuovo Berardenga, † 1906)
- Fabio Mattei, nobile, imprenditore e politico italiano (Roma, n. 1548 - Roma, † 1608)

## Nuotatori(6)
- Fabio Conti, ex nuotatore e ex pallanuotista italiano (Roma, n. 1972)
- Fabio Frandi, ex nuotatore e dirigente sportivo italiano (Firenze, n. 1947)
- Fabio Fusi, ex nuotatore italiano (Roma, n. 1969)
- Fabio Mainoni, nuotatore italiano (Como, n. 1880 - Draguignan, † 1958)
- Fabio Scozzoli, ex nuotatore italiano (Lugo, n. 1988)
- Fabio Venturini, ex nuotatore italiano (Frascati, n. 1977)

## Organisti(1)
- Fabio Bonizzoni, organista e clavicembalista italiano (Milano, n. 1965)

## Paleontologi(1)
- Fabio Marco Dalla Vecchia, paleontologo italiano (Schio, n. 1964)

## Pallanuotisti(6)
- Fabio Bencivenga, ex pallanuotista italiano (Capua, n. 1976)
- Fabio De Nicola, pallanuotista italiano (Caserta, n. 1983)
- Fabio Fresia, pallanuotista italiano (Savona, n. 1975)
- Fabio Gambacorta, pallanuotista e allenatore di pallanuoto italiano (Genova, n. 1983)
- Fabio Viola, pallanuotista italiano (Segrate, n. 1996)
- Fabio Violetti, ex pallanuotista italiano (Pomigliano d'Arco, n. 1974)

## Pallavolisti(7)
- Fabio Balaso, pallavolista italiano (Camposampiero, n. 1995)
- Fabio Donadio, ex pallavolista italiano (Modena, n. 1988)
- Fabio Fanuli, ex pallavolista italiano (Grottaglie, n. 1985)
- Fabio Menta, ex pallavolista e allenatore di pallavolo italiano (Siracusa, n. 1962)
- Fabio Pagliara, ex pallavolista e dirigente sportivo italiano (Roma, n. 1964)
- Fabio Ricci, pallavolista italiano (Faenza, n. 1994)
- Fabio Vullo, ex pallavolista italiano (Massa, n. 1964)

## Patriarchi cattolici(2)
- Fabio Biondi, patriarca cattolico italiano (Montalto delle Marche, n. 1533 - Roma, † 1618)
- Fabio de Lagonissa, patriarca cattolico italiano (Napoli - Napoli, † 1659)

## Patrioti(2)
- Fabio Carcani di Montaltino, patriota e politico italiano (Trani, n. 1824 - Roma, † 1889)
- Fabio Filzi, patriota italiano (Pisino, n. 1884 - Trento, † 1916)

## Pattinatori di short track(1)
- Fabio Carta, ex pattinatore di short track italiano (Torino, n. 1977)

## Pattinatori di velocità in-line(1)
- Fabio Francolini, pattinatore di velocità in-line italiano (n. 1986)

## Performance artist(1)
- Fabio Sargentini, performance artist, regista e scrittore italiano (Roma, n. 1939)

## Pianisti(1)
- Fabio Romano, pianista italiano (Palermo, n. 1967)

## Piloti automobilistici(6)
- Fabio Danti, pilota automobilistico italiano (San Marcello Pistoiese, n. 1967 - Caprino Veronese, † 2000)
- Fabio Fabiani, pilota automobilistico italiano (Ravenna, n. 1974)
- Fabio Leimer, pilota automobilistico svizzero (Rothrist, n. 1989)
- Fabio Mancini, pilota automobilistico italiano (Empoli, n. 1958)
- Fabio Onidi, pilota automobilistico italiano (Milano, n. 1988)
- Fabio Scherer, pilota automobilistico svizzero (Engelberg, n. 1999)

## Piloti di rally(1)
- Fabio Andolfi, pilota di rally italiano (Savona, n. 1993)

## Piloti motociclistici(9)
- Fabio Balducci, pilota motociclistico italiano (Faenza, n. 1972)
- Fabio Barchitta, pilota motociclistico italiano (Catania, n. 1961)
- Fabio Biliotti, pilota motociclistico italiano (Arezzo, n. 1957)
- Fabio Carpani, pilota motociclistico italiano (Desenzano del Garda, n. 1975)
- Fabio Di Giannantonio, pilota motociclistico italiano (Roma, n. 1998)
- Fabio Fasola, pilota motociclistico italiano (Voghera, n. 1961)
- Fabio Lenzi, pilota motociclistico italiano (Brescia, n. 1975)
- Fabio Menghi, pilota motociclistico italiano (Rimini, n. 1986)
- Fabio Quartararo, pilota motociclistico francese (Nizza, n. 1999)

## Pittori(6)
- Fabio Aguzzi, pittore italiano (Milano, n. 1953 - Vidigulfo, † 2016)
- Fabio Borbottoni, pittore italiano (Firenze, n. 1823 - Firenze, † 1901)
- Fabio Canal, pittore italiano (Venezia, n. 1701 - Venezia, † 1767)
- Fabio Fabbi, pittore italiano (Bologna, n. 1861 - Casalecchio di Reno, † 1945)
- Fabio Roccheggiani, pittore, allenatore di calcio e calciatore italiano (Falconara Marittima, n. 1925 - Tunisi, † 1967)
- Fabio Ronzelli, pittore italiano (n. 1560 - Bergamo, † 1630)

## Poeti(6)
- Fabio Contestabile, poeta e insegnante svizzero (Maroggia, n. 1954 - Gravesano, † 2022)
- Fabio Doplicher, poeta, scrittore e drammaturgo italiano (Trieste, n. 1938 - Torino, † 2003)
- Fabio Franzin, poeta italiano (Milano, n. 1963)
- Fabio Nannarelli, poeta, patriota e traduttore italiano (Roma, n. 1825 - Corneto, † 1894)
- Fabio Pusterla, poeta, traduttore e critico letterario svizzero (Mendrisio, n. 1957)
- Fabio Varese, poeta italiano (Varese - Milano, † 1630)

## Polistrumentisti(1)
- Fabio Rondanini, polistrumentista, compositore e arrangiatore italiano (Roma, n. 1976)

## Politici(40)
- Fabio Baldassarri, politico italiano (Piombino, n. 1946)
- Fabio Baratella, politico italiano (Rovigo, n. 1951)
- Fabio Berardi, politico sammarinese (Borgo Maggiore, n. 1959)
- Fabio Berardini, politico italiano (Treviso, n. 1990)
- Fabio Massimo Boniardi, politico italiano (Bollate, n. 1971)
- Fabio Calzavara, politico italiano (Istrana, n. 1950 - Mosca, † 2019)
- Fabio Cannella, politico italiano (L'Aquila, n. 1817 - L'Aquila, † 1884)
- Fabio Massimo Castaldo, politico italiano (Roma, n. 1985)
- Fabio Ceccherini, politico italiano (San Gimignano, n. 1958)
- Fabio Ciani, politico italiano (Roma, n. 1943)
- Fabio Maria Ciuffini, politico e progettista italiano (Siena, n. 1933)
- Fabio De Felice, politico italiano (Alessandria, n. 1927 - Poggio Catino, † 2024)
- Fabio De Masi, politico tedesco (Groß-Gerau, n. 1980)
- Fabio Di Capua, politico italiano (San Severo, n. 1950)
- Fabio Di Micco, politico italiano (Caserta, n. 1977)
- Fabio Dosi, politico italiano (Poviglio, n. 1954)
- Fabio Fabbri, politico e avvocato italiano (Ciano d'Enza, n. 1933 - Parma, † 2024)
- Fabio Fatuzzo, politico italiano (Messina, n. 1951)
- Fabio Aconio Catullino Filomazio, politico romano
- Fabio Fiorelli, politico italiano (Terni, n. 1921 - Preci, † 1988)
- Fabio Garagnani, politico italiano (San Giovanni in Persiceto, n. 1951)
- Fabio Gava, politico italiano (Godega di Sant'Urbano, n. 1949)
- Fabio Giambrone, politico italiano (Palermo, n. 1965)
- Fabio Lavagno, politico italiano (Casale Monferrato, n. 1977)
- Fabio Maravalle, politico italiano (Roma, n. 1935 - Orvieto, † 2011)
- Fabio Melilli, politico italiano (Poggio Moiano, n. 1958)
- Fabio Meroni, politico italiano (Lissone, n. 1957)
- Fabio Mussi, politico italiano (Piombino, n. 1948)
- Fabio Felice Passifilo Paulino, politico romano
- Fabio Perinei, politico italiano (Altamura, n. 1945 - Altamura, † 2009)
- Fabio Petrucci, politico italiano (Siena, n. 1505 - Spoleto, † 1529)
- Fabio Pietrella, politico italiano (Carbonia, n. 1977)
- Fabio Porta, politico italiano (Caltagirone, n. 1963)
- Fabio Rainieri, politico italiano (San Secondo Parmense, n. 1967)
- Fabio Rampelli, politico e ex nuotatore italiano (Roma, n. 1960)
- Fabio Rizzi, politico italiano (Cittiglio, n. 1966)
- Fabio Roscani, politico italiano (Roma, n. 1990)
- Fabio Scoccimarro, politico italiano (Trieste, n. 1957)
- Fabio Sturani, politico italiano (Ancona, n. 1958)
- Fabio Tiziano, politico romano

## Politologi(1)
- Fabio Rugge, politologo italiano (Lecce, n. 1951)

## Presbiteri(3)
- Fabio Rosini, presbitero, biblista e scrittore italiano (Roma, n. 1961)
- Fabio Salerno, presbitero e diplomatico italiano (Catanzaro, n. 1979)
- Fabio Sebastiano Santoro, presbitero e musicista italiano (Giugliano in Campania, n. 1669 - Giugliano in Campania, † 1729)

## Psicologi(1)
- Fabio Metelli, psicologo e insegnante italiano (Trieste, n. 1907 - Padova, † 1987)

## Pugili(3)
- Fabio Bettini, pugile italiano (Roma, n. 1938 - Livry-Gargan, † 2012)
- Fabio Tuiach, ex pugile e ex politico italiano (Trieste, n. 1980)
- Fabio Turchi, pugile italiano (Firenze, n. 1993)

## Rapper(2)
- Marracash, rapper italiano (Nicosia, n. 1979)
- Bass Sultan Hengzt, rapper tedesco (Berlino, n. 1981)

## Registi(11)
- Fabio Calvi, regista italiano (Milano, n. 1963)
- Fabio Carpi, regista, sceneggiatore e scrittore italiano (Milano, n. 1925 - Parigi, † 2018)
- Fabio De Agostini, regista e sceneggiatore italiano (n. 1933 - † 2009)
- Fabio Jansen, regista, fotografo e viaggiatore italiano (Milano, n. 1974 - Bangkok, † 2023)
- Fabio Jephcott, regista italiano (Roma, n. 1954)
- Fabio Mollo, regista e sceneggiatore italiano (Reggio Calabria, n. 1980)
- Fabio Resinaro, regista e sceneggiatore italiano (Milano, n. 1980)
- Fabio Rosi, regista italiano (Roma, n. 1964)
- Fabio Segatori, regista e produttore cinematografico italiano (Viterbo, n. 1962)
- Fabio Tagliavia, regista italiano (Lavagna, n. 1967)
- Fabio Toncelli, regista, sceneggiatore e direttore della fotografia italiano

## Registi teatrali(1)
- Fabio Ceresa, regista teatrale e librettista italiano (Rivolta d'Adda, n. 1981)

## Rugbisti a 15(5)
- Fabio Gaetaniello, ex rugbista a 15 e allenatore di rugby a 15 italiano (Livorno, n. 1958)
- Fabio Ongaro, ex rugbista a 15 e allenatore di rugby a 15 italiano (Venezia, n. 1977)
- Fabio Roselli, ex rugbista a 15 e allenatore di rugby a 15 italiano (Roma, n. 1971)
- Fabio Semenzato, rugbista a 15 italiano (Treviso, n. 1986)
- Fabio Staibano, rugbista a 15 italiano (Eboli, n. 1983)

## Santi(1)
- Fabio il Vessillifero, santo romano (Mauretania - Cesarea in Mauritania)

## Scacchisti(3)
- Fabio Bellini, scacchista italiano (Castellanza, n. 1969)
- Fabio Bruno, scacchista italiano (Civitanova Marche, n. 1960)
- Fabio Finocchiaro, scacchista italiano (Messina, n. 1939)

## Sceneggiatori(4)
- Fabio Bonifacci, sceneggiatore, scrittore e drammaturgo italiano (Bologna, n. 1962)
- Fabio Grassadonia e Antonio Piazza, sceneggiatore e regista italiano (Palermo, n. 1968)
- Fabio Piccioni, sceneggiatore e regista italiano (Castellammare di Stabia, n. 1938)
- Fabio Pittorru, sceneggiatore, regista e scrittore italiano (Ferrara, n. 1928 - Ferrara, † 1995)

## Schermidori(1)
- Fabio Dal Zotto, ex schermidore italiano (Venezia, n. 1957)

## Scialpinisti(1)
- Fabio Meraldi, scialpinista, alpinista e fondista di corsa in montagna italiano (Valfurva, n. 1965)

## Sciatori alpini(4)
- Fabio De Crignis, ex sciatore alpino italiano (Chiesa in Valmalenco, n. 1968)
- Fabio Gstrein, sciatore alpino austriaco (Sölden, n. 1997)
- Fabio Guardigli, ex sciatore alpino sammarinese (n. 1968)
- Fabio Renz, ex sciatore alpino tedesco (n. 1992)

## Scrittori(15)
- Fabio Casadei Turroni, scrittore, musicologo e giornalista italiano (Forlì, n. 1964)
- Fabio Delizzos, scrittore italiano (Torino, n. 1969)
- Fabio Della Seta, scrittore, giornalista e poeta italiano (Roma, n. 1924 - Roma, † 2014)
- Fabio Deotto, scrittore, giornalista e traduttore italiano (Vimercate, n. 1982)
- Fabio Fracas, scrittore, compositore e fisico italiano (Sestino, n. 1967 - Montescudo, † 2023)
- Fabio Planciade Fulgenzio, scrittore berbero
- Fabio Geda, scrittore e educatore italiano (Torino, n. 1972)
- Fabio Genovesi, scrittore italiano (Forte dei Marmi, n. 1974)
- Fabio Mauroner, scrittore e incisore italiano (Tissano, n. 1884 - Venezia, † 1948)
- Fabio Musati, scrittore italiano (Milano, n. 1957 - Varallo Sesia, † 2015)
- Fabio Stassi, scrittore e paroliere italiano (Roma, n. 1962)
- Fabio Tombari, scrittore italiano (Fano, n. 1899 - Rio Salso, † 1989)
- Fabio Viola, scrittore e traduttore italiano (Roma, n. 1975)
- Fabio Volo, scrittore, sceneggiatore e conduttore televisivo italiano (Calcinate, n. 1972)
- Fabio Zuffanti, scrittore e musicista italiano (Genova, n. 1968)

## Scultori(1)
- Fabio Viale, scultore italiano (Cuneo, n. 1975)

## Snowboarder(1)
- Fabio Cordi, snowboarder italiano (Aosta, n. 1988)

## Sollevatori(1)
- Fabio Magrini, ex sollevatore italiano (Bussolengo, n. 1965)

## Sportivi(1)
- Fabio Cassanelli, sportivo italiano (n. 1973)

## Storici(3)
- Fabio Bargagli Petrucci, storico e politico italiano (Siena, n. 1875 - Roma, † 1939)
- Fabio Cusin, storico italiano (Trieste, n. 1904 - Trieste, † 1955)
- Fabio Rustico, storico romano

## Storici dell'arte(1)
- Fabio Cavallucci, storico dell'arte italiano (Santa Sofia, n. 1961)

## Stuccatori(1)
- Fabio Sonzini, stuccatore italiano (provincia di Como)

## Tennistavolisti(1)
- Fabio Mantegazza, tennistavolista italiano

## Tennisti(1)
- Fabio Fognini, ex tennista italiano (Sanremo, n. 1987)

## Tenori(2)
- Fabio Armiliato, tenore italiano (Genova, n. 1956)
- Fabio Sartori, tenore italiano (Treviso, n. 1970)

## Tuffatori(1)
- Fabio Pajella, tuffatore italiano (Roma, n. 1939 - † 2003)

## Velisti(1)
- Fabio Albarelli, velista italiano (Verona, n. 1943 - Verona, † 1995)

## Velocisti(3)
- Fabio Andreassi, ex velocista italiano (L'Aquila, n. 1964)
- Fabio Cerutti, velocista italiano (Torino, n. 1985)
- Fabio Grossi, ex velocista italiano (Milano, n. 1967)

## Vescovi cattolici(3)
- Fabio Ciollaro, vescovo cattolico italiano (San Vito dei Normanni, n. 1961)
- Fabio Duque Jaramillo, vescovo cattolico colombiano (Armenia, n. 1950 - Medellín, † 2022)
- Fabio Maranta, vescovo cattolico italiano (Venosa - Calvi, † 1619)

## Violinisti(2)
- Fabio Biale, violinista e polistrumentista italiano (Savona, n. 1980)
- Fabio Biondi, violinista e direttore d'orchestra italiano (Palermo, n. 1961)

## Senza attività specificata(8)
- Fabio Anobile, paraciclista italiano (Saronno, n. 1993)
- Fabio Conca, tecnico del suono italiano (San Severo, n. 1991)
- Fabio Di Lorenzo, vigile del fuoco italiano (Roma, n. 1964 - Roma, † 2001)
- Fabio, romano (Nicomedia - Cures Sabini, † 305)
- Fabio Grossi, ex ballerino italiano (Roma, n. 1977)
- Fabio Melelli, storico del cinema italiano (Copenaghen, n. 1970)
- Fabio Nebuloni, ex pentatleta italiano (Busto Arsizio, n. 1969)
- Fabio Triboli, ex paraciclista italiano (Lecco, n. 1966)